# Pavol Molnár
Pavol „Paličko“ Molnár (* 13. Februar 1936 in Bratislava; † 6. November 2021 ebenda) war ein tschechoslowakischer Fußballspieler.

## Karriere

### Vereine
Molnár, aus der Jugendmannschaft des TJ Slovan Bratislava ÚNV hervorgegangen, rückte zur Spielzeit 1955 in die Erste Mannschaft auf und zählte unter Trainer Leopold Šťastný gemeinsam mit Jozef „Jožko“ Vengloš zu den beiden jüngsten Spielern. Am Ende der Spielzeit hatte er seinen ersten Titel mit der Mannschaft gewonnen – die Meisterschaft. Nach einer weiteren Spielzeit, die er mit seiner Mannschaft als Zweitplatzierter mit fünf Punkten Abstand auf Meister FK Dukla Prag beendete, verließ er den Verein.
Danach trat er seinen obligatorischen Militärdienst an und spielte für den seit 1953 im Spielbetrieb der Liga integrierten Militär-Sportverein TJ Červená hviezda Bratislava (Roter Stern Bratislava), der am Saisonende 1958/59 die Meisterschaft gewann.
Nach dem Ende seiner Militärzeit kehrte er zum TJ Slovan Bratislava ÚNV zurück, der ab der Saison 1961/62 unter dem Namen TJ Slovan Bratislava CHZJD in der höchsten Spielklasse vertreten sein sollte. Nach sechs Jahren, in denen er mit dem Verein zweimal den nationalen Vereinspokal gewinnen konnte, wechselte er zum Stadt- und Ligarivalen TJ Internacionál Slovnaft Bratislava, der im Übrigen auch die Meisterschaft von 1959 für sich beansprucht, da Roter Stern Bratislava sich noch vor Ablauf der Saison aus dem Spielbetrieb zurückgezogen hatte. Nach Beendigung der Saison 1966/67 ergriff er die Chance im Ausland zu spielen. Im Jahr 1968 war er eine Zeit lang für den im Jahr 1951 von tschechischen Australiern gegründeten Verein Sydney FC Prag und im weiteren Verlauf für den Liganeuling WSV Donawitz in der Nationalliga, der seinerzeit höchsten Spielklasse im österreichischen Fußball, aktiv. Mit dem Abstieg des Vereins – als Letzter in einem Teilnehmerfeld von 15 Mannschaften – in die zweitklassige Regionalliga Mitte beendete er auch seine Spielerkarriere.
International nahm er im Zeitraum von 1955 bis 1967 an vier Pokalwettbewerben, an dreien mehrmals, teil. Insgesamt bestritt er 48 Spiele, in denen er elf Tore erzielte. Im Einzelnen: Mitropapokal (1955; 3/0, 1956; 2/0, 1964 5/0), International Football Cup (1961/62; 8/2, 1963/64; 8/2, 1965/66; 6/2, 1967/68; 5/1), Europapokal der Pokalsieger (1962/63; 3/0, 1963/64; 5/4), Europapokal der Landesmeister (1956/57; 3/0). Sein internationales Vereinsdebüt gab er am 6. Juli 1955 im Stadion Karađorđe beim torlosen Remis gegen den FK Vojvodina aus Novi Sad im Wettbewerb um den Mitropapokal. Am weitesten kam er mit seiner Mannschaft im Wettbewerb um den International Football Cup, auch als Rappan-Pokal bekannt, als er am 8. März 1962 das Halbfinale gegen Ajax Amsterdam im Olympiastadion Amsterdam mit 1:5 verlor.

### Nationalmannschaft
Molnár bestritt in einem Zeitraum von vier Jahren 20 Länderspiele für die A-Nationalmannschaft. Er debütierte am 26. August 1956 im Estadio Nacional de Chile im Freundschaftsspiel gegen die Nationalmannschaft Chiles, das mit 0:3 verloren wurde. Bis 1960 folgten Jahr für Jahr weitere elf Freundschaftsspiele, von denen sechs gewonnen und vier verloren wurden. Sein erstes von drei Toren erzielte er am 2. April 1958 in Prag beim 3:2-Sieg über die Nationalmannschaft Deutschlands mit dem Siegtreffer in der 80. Minute. Er nahm an zwei Weltmeisterschaften (1958 in Schweden und 1962 in Chile) und der Europameisterschaft 1960 in Frankreich teil. In Schweden bestritt er das zweite und dritte Spiel der Gruppe 1 (das 6:1 gegen die Nationalmannschaft Argentiniens ist der bis heute höchste Sieg einer tschechoslowakischen Mannschaft bei einer Weltmeisterschaft), doch das Entscheidungsspiel um Platz 2 gegen die punktgleiche Nationalmannschaft Nordirlands wurde mit 1:2 verloren und so schied er mit seiner Mannschaft nach der Gruppenphase aus dem Turnier aus. In Chile gehörte er dem Aufgebot an, wurde – trotz Erreichen des Finales – nicht eingesetzt. Im Turnier um die Europameisterschaft 1960 kam er einzig am 9. Juli 1960 im Stade Vélodrome in Marseille beim 2:0-Sieg über die Nationalmannschaft Frankreichs zum Einsatz – es war zugleich sein letzter Einsatz als Nationalspieler. Er war neben Titus Buberník, Andrej Kvašňák und Ján Popluhár einer von nur vier Slowaken, die an der Europameisterschaft und zwei Weltmeisterschaften teilnahmen.

## Erfolge
- Finalist Weltmeisterschaft 1962 (ohne Einsatz)
- Dritter Europameisterschaft 1960
- IFC-Halbfinalist 1962
- Tschechoslowakischer Meister 1955, 1959
- Tschechoslowakischer Pokal-Sieger 1962, 1963